# America – People and Places
America – People and Places, früher unter den Namen America – The Freedom to Be und USA & Canada – The freedom to be... bekannt, ist ein englischer Sprachkurs in Form einer 13-teiligen Fernsehserie und präsentiert die Geschichte einiger Bundesstaaten der USA und Provinzen Kanadas. Die derzeitige Situation von Politik, Bildung, Sport und Freizeit wird in Interviews mit verschiedenen Personen verdeutlicht. Der Sprachkurs ist völlig in englischer Sprache gehalten.
Er wird im 4. Trimester des Telekollegs für fortgeschrittene erwachsene Englischlerner durchgenommen und ist die Fortsetzung von Fast Track English.
Auch in der Schulfernsehreihe Planet Schule wird der Sprachkurs gezeigt.

## Folgen
- 40. Massachusetts
- 41. Pennsylvania
- 42. Illinois
- 43. Washington D.C.
- 44. Kentucky
- 45. South Carolina
- 46. Georgia
- 47. Florida
- 48. Quebec
- 49. Ontario
- 50. Alberta
- 51. British Columbia
- 52. Nova Scotia

## Buch
- America: People and Places, ISBN 978-3-8058-3131-4

## Audiocassetten
- America: People and Places, 2 Audiocassetten, ISBN 978-3-8058-3438-4